# Perkain
 (avril 2022).
Si vous disposez d'ouvrages ou d'articles de référence ou si vous connaissez des sites web de qualité traitant du thème abordé ici, merci de compléter l'article en donnant les références utiles à sa vérifiabilité et en les liant à la section « Notes et références ».
Perkain, possiblement né Juan Martin Inda aux Aldudes en Basse-Navarre entre 1760 et 1770 est un joueur de pelote spécialiste de laxoa,. Célébré comme un des meilleurs pilotariak de son temps, avec Azantza, Haroztegi et Kurutxet, il est entré dans la légende par des vers qui lui sont consacrés et par une pièce de théâtre écrite en français par Pierre Harispe en 1903.

## Biographie

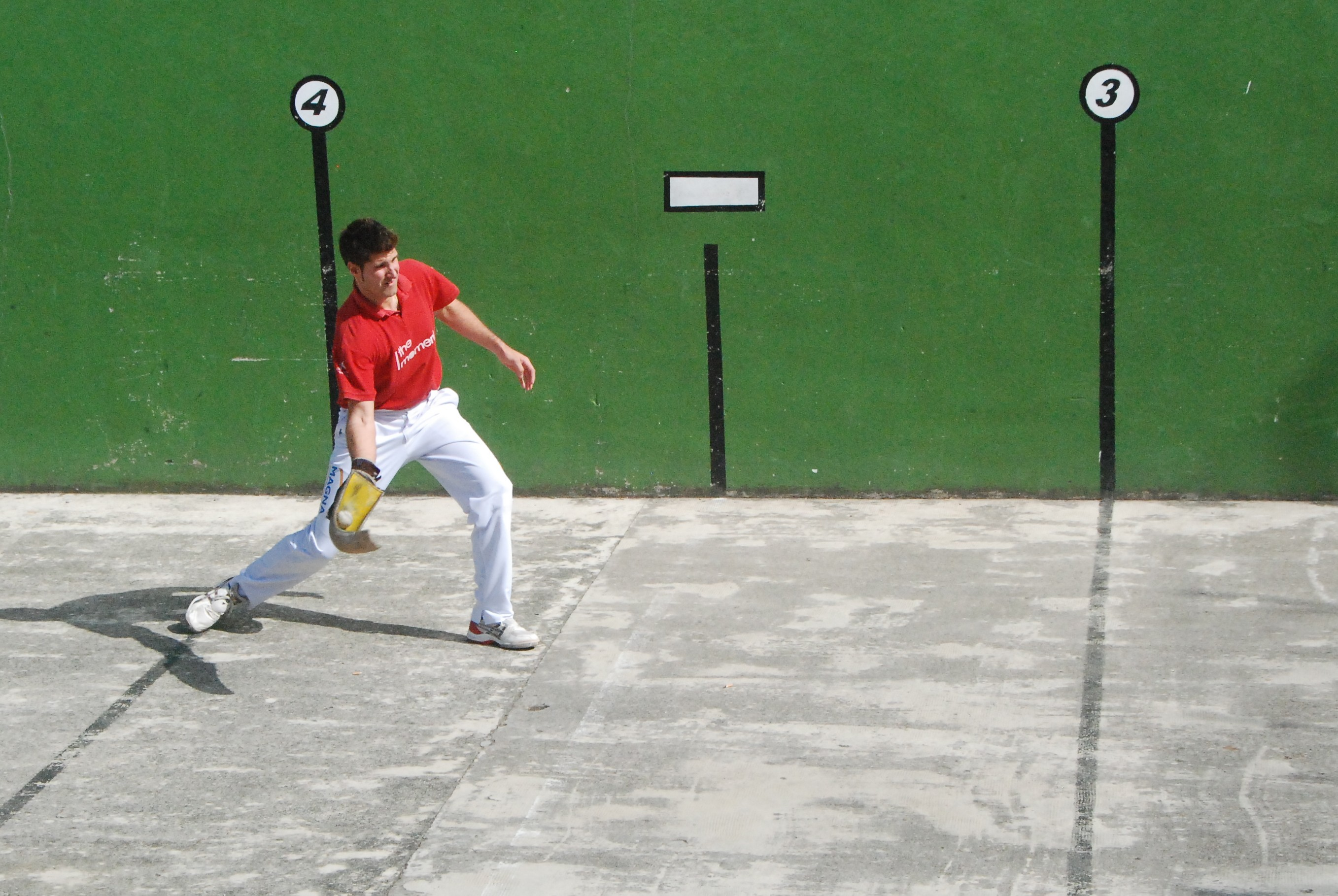
Joueur de laxoa

Les informations sur Perkain sont très parcellaires, et sa biographie largement romancée. Il serait né entre 1760 et 1770, possiblement aux Aldudes, mais cette hypothèse fondée sur l'existence jusqu'en 1982 d'une ferme éponyme, Perkainea ou Perkainenea, est contestée : d'autres mentionnent le village espagnol d'Espinal,.
Selon Louis Dassance, le nom de Juan de Inda, alias Percain apparaît dans un contrat d'avant-match à Tolosa : les Inda sont les propriétaires de Perkainenea aux Aldudes.
Une histoire populaire décrit un match entre Luhuson Azantza et Perkain en Labourd. Perkain mène, quand un Navarrais sur sa mule crie sans cesse : « 300 livres sur Perkain ! », sans que personne n'accepte son pari. Azantza, agacé, lance sa balle contre le mulet, faisant chuter le Navarrais. Un tumulte s'ensuit, au cours duquel la sœur d'Azantza parvient à miser mille livres sur la victoire de son frère. Perkain, déconcentré, finit par perdre la partie.
La légende principale qui le concerne raconte que pendant la Révolution française Perkain est contraint de s'exiler au Pays basque espagnol. Il séjourne dans la vallée du Baztan quand son rival Kurutxet le défie aux Aldudes : au mépris des risques qu'il encourt, il franchit la frontière pour affronter Kurutxet devant le fronton de son village. Prévenus, des soldats républicains sont envoyés de Bayonne pour l’interpeler. Mais les 6 000 Basques venus assister au match empêchent leur intervention. Menant avec une large avance, Perkain pour son dernier coup lance son palet en plein front de l'officier, le tuant sur le coup ; le chaos qui s'ensuit lui permet de prendre la fuite.
On ignore tout de sa mort.

## Postérité
Un poème ancien décrit un match épique joué à Tolosa, dont Perkain, son fils et Kurutxet sortent vainqueurs au détriment d'Azantza, Elhorga et Haroztegi :
« Bat zen Perkain zaharra, bertzea Haroztegi Jaun hek bide zakiten kozinaren berri; Elgar frogatzeko untza bat edo bi, ongi pentsatua duk disimula hori! »
« L'un était le vieux Perkain, l'autre était M. Haroztegi, qui savait cuisiner ; Une once ou deux pour se le prouver, c'est un déguisement bien pensé ! »
et la partie légendaire de laxoa aux Aldudes :
« Adios Probintzia, adios Lapurdi, Perkainekin pilotan ez daite liberti; Hirur erreinu huntan bera da nagusi Azken partidaraino ez dute sinetsi! »
« Au revoir Province, au revoir Labourd, Perkain n'est pas libre de jouer au ballon. Les trois royaumes sont les mêmes... Ils n'y ont pas cru jusqu'au dernier jeu ! »
Au XIXe siècle, le poète bascophone Etxahun lui consacre plusieurs strophes de son recueil de vers intitulé Pour les joueurs de pelote.
La légende principale est notamment le sujet de la pièce de Pierre Harispe Drame sous la Terreur et dans le pays Basque, mise en musique en 1931 par Pierre-Barthélemy Gheusi et Jean Poueigh dans l'opéra Perkain le Basque.